# 達瑪穌二世
達甦二世（拉丁語：Damasus PP. II；？—1048年8月9日）本名波波（Poppo），於蒂羅爾出生，1048年7月17日至1048年8月9日岀任教宗。
他是天主教歷史上在位時間第八短的教宗，在位僅僅二十四日，他是由神聖羅馬帝國皇帝亨利三世提名因而當選成為教宗，未當選時是布雷萨诺内的主教。傳言他對亨利三世不忠導致被毒害，更有可能是死於瘧疾。